# Pierre Jacquemon
Pierre Jacquemon est un artiste peintre franco-américain contemporain, né en 1935 et mort en 2001. Pierre Jacquemon est un des principaux représentants de l'école lyonnaise de la seconde moitié du XXe siècle, et l'un des seuls à avoir connu une carrière internationale.

## Biographie
Pierre Jacquemon est né à Lyon (7e arrondissement) le 6 août 1935. Il contracte la poliomyélite jeune et reste lourdement handicapé.
Il commence à peindre, à Lyon, dès les années 1950. Il est suivi par la galerie Philadelphie à Paris et expose deux toiles en 1960 à l'exposition Antagonismes ("Antagonismes, Congrès pour la liberté de la culture"), organisée par François Mathey, au Palais du Louvre - Musée des Arts décoratifs, qui offre un panorama de la création contemporaine française de l'époque.
Il quitte ensuite la France pour Londres. Selon certains proches, il a suivi des cours à la Slade School of Fine Art (UCL) et habité 11 Brunswick Square. D'après le journal Le Progrès, il a vécu temporairement en clochard. Dès 1962, il part vivre à New York.  
À New York, il installe son atelier dans le Lower East Side. Sa première exposition personnelle à Manhattan a lieu à la galerie Paul Bianchini, bien connue à l'époque. Il continue à exposer dans des galeries new-yorkaises tout au long des années 1970 et 1980 et à Paris à la galerie Philadelphie de Janet Fleisher (44 rue de Seine). Il vit la moitié de l'année à New York et le reste de l'année, principalement l'été, à Lyon. 
Il est reconnu aux États-Unis, au Japon et dans de nombreux pays dans le monde, où sa peinture abstraite a été souvent exposée (New York, Cambridge, Boston, Paris, Lyon). 
Ses œuvres font partie de nombreuses collections publiques : Musée d'Art moderne de Paris, County Hall, Leicestershire County Council, Ika Shika National University de Tokyo, St John's College (Cambridge), Musée de Götteborg en Suède, Institute of Contempory Art de Chicago, Musée des Beaux-Arts de Lyon, Musée Paul-Dini de Villefranche-sur-Saône, etc.
Après quelques incursions autour du Pop art, son œuvre peinte travaille avec finesse une matière souvent sombre et abstraite, poétique et mystérieuse, qui intègre peu à peu des éléments symboliques primitifs comme le cercle, élément principal de son vocabulaire plastique, qui suggère le soleil ou la lune flottant doucement au-dessus de la matière.   
Son œuvre est associée par certains au mouvement de l'abstraction lyrique tout en étant également proche de l'art brut. 
Pierre Jacquemon a toujours poursuivi un chemin personnel poétique et humble, certainement influencé par l'atmosphère américaine de la Beat Generation.